# Sso (peuple)
Pour les articles homonymes, voir Sso.
Les Sso (ou So) sont une population de langue bantoue vivant au centre-sud du Cameroun, dans le département du Nyong-et-Mfoumou et l'arrondissement d'Akonolinga, dans des villages tels que Alangana, Andom, Biyoka, Ekoundou [Koudou] ou Mengana-Sso, appartenant à deux chefferies de 2e degré : Sso-Centre et Sso-Est.

## Population
En 1933, une étude de l'administration coloniale les classe parmi les « tribus de la zone forestière de l'Est », les situe autour d'Akonolinga, et évalue leur nombre à 6 669.
En 1961, leur nombre est estimé à 6 147 dans l'arrondissement d'Akonolinga.
En 2012, la chefferie Sso-Centre était créditée de 4 116 habitants et celle de Sso-Est de 2 100.

## Langues
Ils parlent le swo, une langue en danger du groupe makaa-njem, dont le nombre de locuteurs était de 9 000 en 1992. Le beti, et à un moindre degré le français, sont également utilisés.